# Šimanov
Šimanov (německy Kellersdorf) je obec v okrese Jihlava v Kraji Vysočina. Žije zde 228 obyvatel.

## Název
Název se vyvíjel od varianty Šimanov (1437), Ssimanuow (1486), Ssimonow (1602), Ssimanow (1608), Ržimanow a Schimanau (1843) až k podobě Šimanov v roce 1854. Místní jméno vzniklo z příjmení Šíman.

## Historie
(Z kroniky obce Šimanov)
Původ a založení obce sahá daleko do minulých dob. Celá oblast tohoto kraje náležela k pohraničním hvozdům, kudy vedly jen úzké stezky. Taková cesta, „stará cesta humpolecká“, vedla zdejšími lesy směrem od Jihlavy k Humpolci. V tehdejších nepokojných dobách byly tyto cesty střeženy. Na kopcích byly střeženy, o čemž svědčí i jméno nejvyšší hory „Strážník“, kde se v dobách nepřátelských vpádů do země zapalovali daleko viditelné ohně, aby byl lid uvědomen o blížícím se nebezpečí.
Založení obce souviselo s rozkvětem hornictví ve zdejším kraji. Za tím účelem se ve zdejších lesích pálilo dřevěné uhlí pro stříbrné hutě. Několik uhlířů, jejichž předák se jmenoval Šimon, koupilo na úpatí Strážníku kus starého lesa na pálení uhlí pro stříbrné hutě. Uhlíři si postavili v lese dřevěné příbytky a začali pálit uhlí. Když les spálili, zakoupili si paseky a mýtě. Ty zkopali kousek po kousku na pole a usadili se zde trvale. Půda nebyla valná, ale dalo se na ni hospodařit. Šimanov byl tedy založen uhlíři pravděpodobně kolem roku 1260. Dostal jméno po předním uhlíři, který se jmenoval Šimon. Německy se Šimanov nazýval Kellersdorf, což znamená „Uhlířská ves“.
Šimanov byl původně majetkem želivského kláštera, stejně jako ostatní vesnice na Větrnojeníkovsku. Po husitských válkách začalo dolování stříbrné rudy a tyto doby připomínají některé názvy polí a luk (např. „Uhlířka“, v Hejskově lese se nachází místo, kterému se říká „U Štůly“). Podle listiny krále Jiřího z Poděbrad z 8. prosince 1468 se dostal Šimanov spolu s ostatními vesnicemi Jeníkovska v zástavu Buriánu Trčkovi z Lípy a na Lipnici. V majetku pánů Trčků se Šimanov udržel až do roku 1601. Pak se majitelé panství mnohokrát střídali až do roku 1848.
Zrušením roboty se obec stala samostatnou, vrchnostenský úřad byl zrušen a obec si své záležitosti počala spravovat zvoleným výborem se starostou. Prvním voleným starostou byl Jakub Novák rolník č. 6.

## Přírodní poměry
Nachází se 3,5 kilometru jihozápadně od Větrného Jeníkova, čtyři kilometry severozápadně od Hlávkova, 2,5 kilometru severovýchodně od Zbilid, 4,5 kilometru jihovýchodně od Ústí a 4,5 kilometru jižně od Kalhova. Geomorfologicky je obec součástí Křemešnické vrchoviny a jejího podcelku Humpolecká vrchovina, v jejíž rámci spadá pod geomorfologický okrsek Jeníkovská vrchovina. Průměrná nadmořská výška činí 630 metrů. Nejvyšší bod je Strážník (712,5 m n. m.), který je na sever od obce a dále Holubovsko (675 m n. m.), ležící východně od obce. Obcí protéká Maršovský potok, západně od vsi pak Hejnický potok, kde je pramen Želivky. Východní hranici katastru tvoří Jiřinský potok. Část území přírodní památky Hajnice zasahuje i do katastru Šimanova. Jižně od obce je i přírodní rezervace Šimanovské rašeliniště. Do východní části katastrálního území zasahuje, podél Jiřínského potoka, přírodní rezervace Rašeliniště pod Trojanem.

## Obyvatelstvo
Podle sčítání 1921 zde žilo v 71 domech 440 obyvatel, z nichž bylo 228 žen. 439 obyvatel se hlásilo k československé národnosti. Žilo zde 416 římských katolíků a 6 příslušníků Československé církve husitské.
| Rok            | 1869 | 1880 | 1890 | 1900 | 1910 | 1921 | 1930 | 1950 | 1961 | 1970 | 1980 | 1991 | 2001 | 2011 | 2021 |
| -------------- | ---- | ---- | ---- | ---- | ---- | ---- | ---- | ---- | ---- | ---- | ---- | ---- | ---- | ---- | ---- |
| Počet obyvatel | 517  | 486  | 502  | 434  | 442  | 440  | 363  | 304  | 287  | 248  | 206  | 173  | 179  | 203  | 215  |
| Počet domů     | 50   | 52   | 55   | 62   | 67   | 71   | 73   | 92   | 73   | 66   | 65   | 81   | 95   | 109  | 112  |

## Obecní správa a politika

### Členění, členství ve sdruženích
Obec leží na katastrálním území Šimanov na Moravě. Šimanov je členem místní akční skupiny Třešťsko.

### Zastupitelstvo a starosta
Obec má sedmičlenné zastupitelstvo, v jehož čele od roku 2014 stojí starosta Miloš Minařík.
| Období    | Voliči | Účast v % | Mandáty | Výsledky                                  | Starosta                                                                |
| --------- | ------ | --------- | ------- | ----------------------------------------- | ----------------------------------------------------------------------- |
| 2002–2006 | 143    | 35,66     | 7       | 7 Za obec krásnější                       | Anna Fejtová                                                            |
| 2006–2009 | 151    | 61,59     | 7       | 7 POSPOLITOST                             | Jan Novák Ladislav Nosek Lucie Kubínová Petr Hlaváček Stanislav Munduch |
| 2009–2010 | 158    | 59,49     | 7       | 7 POSPOLITOST                             | Jan Novák Ladislav Nosek Lucie Kubínová Petr Hlaváček Stanislav Munduch |
| 2010–2014 | 160    | 49,38     | 7       | 7 ŠIMANOV 2014                            | Lenka Procházková (2010–2012) Daniela Hrůzová (2012–2014)               |
| 2014–2018 | 176    | 58,52     | 7       | 5 ŠIMANOV 2018 2 Sdružení přátel Šimanova | Miloš Minařík (2014-2016) Miroslav Lev (2016-2018)                      |

### Obecní symboly
Znak a vlajka byly obci uděleny rozhodnutím předsedkyně Poslanecké sněmovny Parlamentu České republiky dne 24. února 2011. Znak: V modrém štítě snížený stříbrný hrot s červeným vyrůstajícím plamenem provázený dvěma stříbrnými hvězdami. Vše převýšeno zkříženými zlatými klíči, nahoře stříbrná hvězda. Vlajka: Modrý list s bílým klínem vycházejícím ze druhé třetiny dolního okraje listu s vrcholem ve středu listu. Z dolního okraje listu vyrůstá do klínu červený plamen. Nad klínem, provázeným dvěma bílými šesticípými hvězdami, zkřížené žluté klíče s bílou šesticípou hvězdou u horního okraje listu. Poměr šířky k délce listu je 2 : 3.

## Hospodářství a doprava
V obci sídlí firmy PP Model hobby s.r.o., NOVOPLYN k.s. Pacov, LESOTECH dvorak s.r.o., METEOR Šimanov, s.r.o. a truhlářství Prošek. Obcí prochází silnice II. třídy č. 131 z Větrného Jeníkova do Zbilid a komunikace III. třídy č. 13111 z Branišova do Hlávkova. Dopravní obslužnost zajišťuje dopravce ICOM transport. Autobusy jezdí ve směrech Humpolec, Ústí, Větrný Jeníkov, Jihlava, Havlíčkův Brod, Dudín, Úsobí a Herálec.

## Školství, kultura a sport
Místní děti dojíždějí do základní školy ve Větrném Jeníkově. Sbor dobrovolných hasičů Šimanov byl založen v roce 1896. Sídlí zde knihovna.

## Pamětihodnosti
- Boží muka u silnice
- Kříž u silnice ke Zbilidům
- Kříž u školy